# Bolesław Dypoldowic
Bolesław Dypoldowic (czes. Boleslav, przezwisko polskie Szepiołka, ur. 1182/1183 w Margrabstwie Moraw, zm. 9 kwietnia 1241 w bitwie pod Legnicą) – czeski książę z dynastii Przemyślidów, syn Dypolda II i Adelajdy Zbysławy, brat Dypolda III Borzywoja, Sobiesława i Ottona.

## Życiorys
Około 1202 roku został wraz z braćmi wypędzony z Królestwa Czech przez króla Przemysła Ottokara I, lecz powrócił w roku 1204. W 1229 i 1230 roku wspólnie z bratem Sobiesławem uczestniczył w walkach księcia Henryka I Brodatego z arcybiskupem magdeburskim, Albrechtem, o ziemię lubuską. Prawdopodobnie, choć nie ma na to bezpośredniego dowodu Bolesław brał udział w walkach Brodatego o Kraków (Małopolskę). Po raz drugi został wygnany z Czech w 1233 lub 1234 roku przez króla Wacława I. Udał się wówczas na dwór Henryka I Brodatego. 

9 kwietnia 1241 roku dowodząc jednym z hufców składającym się z rycerstwa morawskiego, joannitów, templariuszy oraz niemieckich górników ze Złotoryi i Lwówka, poległ w bitwie pod Legnicą jako bezdzietny kawaler: 

Pierwsze wszczęło walkę wojsko złożone z krzyżowców, ochotników i kopaczy złota (...) Obie strony zwarły się w ostrym natarciu. Krzyżowcy i obcy rycerze rozbili kopiami pierwsze szeregi Tatarów (Mongołów) i posuwali się naprzód. Ale kiedy zaczęto walczyć wręcz na miecze, łucznicy tatarscy (mongolscy) tak otoczyli ze wszech stron oddział krzyżowców i cudzoziemskich rycerzy, że inne oddziały polskie nie mogły mu przyjść z pomocą bez narażenia się na niebezpieczeństwo [oddział] zachwiał się wreszcie i legł pod gradem strzał, podobnie jak delikatne kłosy zbite gradem (bo wielu w nim było nieosłoniętych i nieopancerzonych). A kiedy padli tam syn Dypolda (...), i inni rycerze z pierwszych szeregów, pozostali, których również przerzedziły strzały tatarskie (mongolskie), cofnęli się do oddziałów polskich.

Bolesław Dypoldowic pochowany został w klasztorze Cystersów w Lubiążu.